# شركة الجبس الأهلية
شركة الجبس الأهلية (جبسكو) هي شركة مساهمة سعودية مقرها الرياض. تأسست الشركة في السابع والعشرين من أبريل عام 1959 برأس مال ثلاثمئة وستة عشر مليون ريال سعودي. تنشط الشركة في إنتاج وتصنيع الجبس ومشتقاته وتوابعه والاتجار به. دخلت في سوق الأسهم السعودية في سنة 1993.
تمتلك الشركة حصة 33.34% في شركة القطرية السعودية لصناعة الجبس. كما تملك نسب صغيرة في بعض الشركات الأخرى.